# Hermann von Paucker

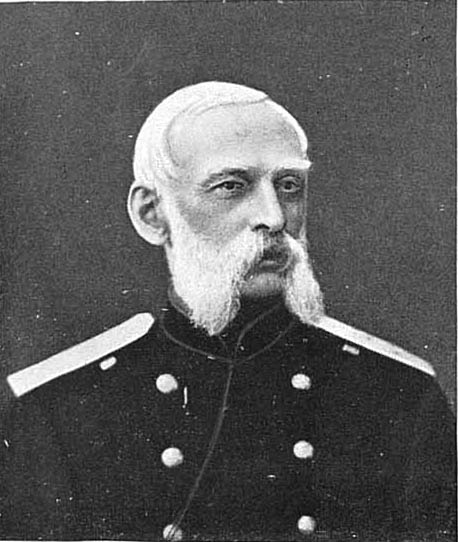
Hermann von Paucker

Hermann Julius Georg von Paucker (russisch Герман Егорович Паукер; * 30. Septemberjul. / 12. Oktober 1822greg. in Mitau; † 17. Märzjul. / 29. März 1889greg. in St. Petersburg) war ein russischer Professor an der Ingenieurschule in St. Petersburg, Generalleutnant, Staatsmann und Minister.

## Leben

### Herkunft und Familie
Hermann entstammte einer deutsch-baltischen bürgerlichen Bildungsfamilie, die durch verschiedene Stellungen in den russischen Adel übertrat. Seine Eltern waren der kurländische Oberlehrer, Astronom und Mathematiker Magnus Georg Paucker (1787–1855) und Anna Christina Wilhelmine von Baggehufwudt aus dem Hause Woibifer († 1835). Der klassischer Philologe Karl von Paucker (1820–1883) und der Kapitän I. Ranges Adolf von Paucker (1824–1875) waren seine Brüder. Er selbst blieb unvermählt und hinterließ keine Kinder.

### Werdegang
Paucker besuchte von 1834 bis 1837 das Gymnasium illustre in Mitau. Seit 1838 studierte er an der Ingenieurschule in St. Petersburg. Er war 1842 Ingenieur-Leutnant und Repetitor. Als Stabskapitän begab er sich von 1847 bis 1848 zu Studienzwecken nach Paris. 1852 war dann Professor-Adjunkt für Baukonstruktionen an der Ingenieurschule. Er war am Bau des Palais für die Großfürsten Nikolai und Michail beteiligt. Als Oberst war er von 1860 bis 1866 Klassen-Inspektor der Nikolai-Ingenieur-Akademie und der Nikolai-Ingenieur-Schule. 1866 avancierte er zum Professor der Mechanik und zum Generalmajor. Seit 1859 war Paucker Geschäftsführer des Komitees zur Überwachung der Festungen an der Ostsee und am Schwarzen Meer. Als solcher ließ er die damals vorbildliche Erdbatterie an der Meerenge von Kerc-Enikale anlegen. Im Jahre 1876 wurde er als Professor emeritiert und gleichzeitig zum Generalleutnant befördert.
Paucker war Inhaber des Ordens der heiligen Anna 2. und 1. Klasse, des Ordens vom Weißen Adler, des Orden des heiligen Stanislaus 2. und 1. Klasse, des Ordens des heiligen Wladimir 3. und 2. Klasse sowie des Orden des heiligen Alexander Newski.
Er war seit 1880 Ehrenmitglied des Praktischen Technologischen Institutes, seit 1882 Mitglied des Kriegskonseils, seit 1883 zudem Ehrenmitglied der Sankt Petersburger Akademie der Wissenschaften und schließlich seit 1888 Mitglied des Reichsrats. Für die Jahre 1888 und 1889 war er Minister für die Verkehrswege.
Besondere Anerkennung wurde ihm wegen der Konstruktion der Stellagen am Turm der Peter-Pauls-Festungskirche und wegen des Ausbaus der durch Feuer zerstörten Kuppel des Kaiserlichen Palais in Zarskoe Selo zuteil.
Er wurde in St. Petersburg auf dem Smolensker lutherischen Friedhof beigesetzt.